# Засцянкі (Підляське воєводство)
Засцянкі (пол. Zaścianki) — село в Польщі, у гміні Грабівка Білостоцького повіту Підляського воєводства. До 31 грудня 2024 року село належало до гміни Супрасль.
Населення — 2266 осіб (2011).
У 1975-1998 роках село належало до Білостоцького воєводства.

## Демографія
Демографічна структура станом на 31 березня 2011 року:
|          | Загалом | Допрацездатний вік | Працездатний вік | Постпрацездатний вік |
| -------- | ------- | ------------------ | ---------------- | -------------------- |
| Чоловіки | 1108    | 231                | 778              | 99                   |
| Жінки    | 1158    | 218                | 719              | 221                  |
| Разом    | 2266    | 449                | 1497             | 320                  |